# 乙女スイッチ!
『乙女スイッチ!』（おとめすいっち）は、やまのべきったによる日本の成人漫画。

## 乙女スイッチ!
ストーリー
登場人物

## ドキドキ魔女先生
ストーリー
登場人物

## 渚のスクール水着
ストーリー
高校最後の夏、健太は彼女の桃香と友人カップルの計4人で、泊りがけの旅行に訪れていた。そして、その夜に桃香との初体験を企てていた。
登場人物 
健太（けんた）
本編の主人公。桃香とはキスどまりのため、いまだに童貞。
佐藤桃香（さとう ももか）
本編のヒロイン。健太の彼女。長い黒髪の清楚な美少女だが、両耳にピアスをあけている。肉付きのよい身体をしている。実は、健太との初夜をかなり期待している。
珠恵（たまえ）
桃香の友人。

## ドキドキ初体験
ストーリー
登場人物

## バトル・フィールド・アナル
ストーリー
登場人物
詳細は#渚のスクール水着を参照。

## 姉ちゃんと呼ばないで
ストーリー
登場人物 

## 妄想娘の血はさわぐ!!
ストーリー
登場人物 

## 桃色の誘惑
ストーリー

登場人物 

## 魔法少女ルリカ
ストーリー
登場人物 

## ママは高校2年生
ストーリー
登場人物 

## 義妹
ストーリー
登場人物 

## 書誌情報
- やまのべきった 『乙女ストーム!』 オークス出版（夢雅COMICS）、全1巻
  1. 2005年7月26日発売 ISBN 9784861052590[1]